# Jüdische Gemeinde Dierdorf
Die jüdische Gemeinde in Dierdorf im Landkreis Neuwied (Rheinland-Pfalz) war eine  jüdische Gemeinde, die im 18. Jahrhundert entstanden ist und deren Wurzeln bereits im Mittelalter liegen. Die jüdische Gemeinde erlosch 1938/42 im Zuge der Deportation deutscher Juden in der Zeit des Nationalsozialismus.

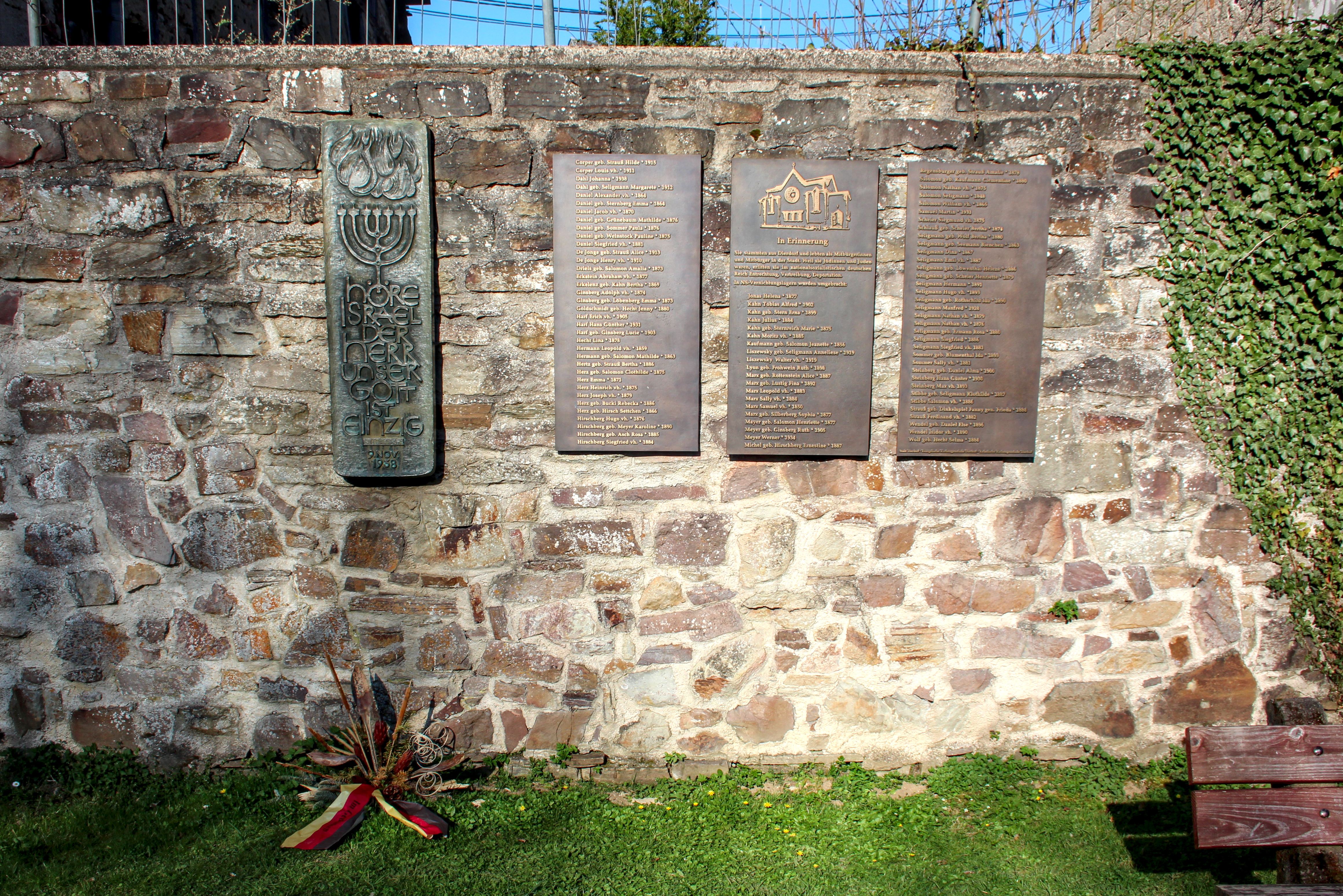
Die Gedenkstätte für die jüdischen Mitbürger in Dierdorf

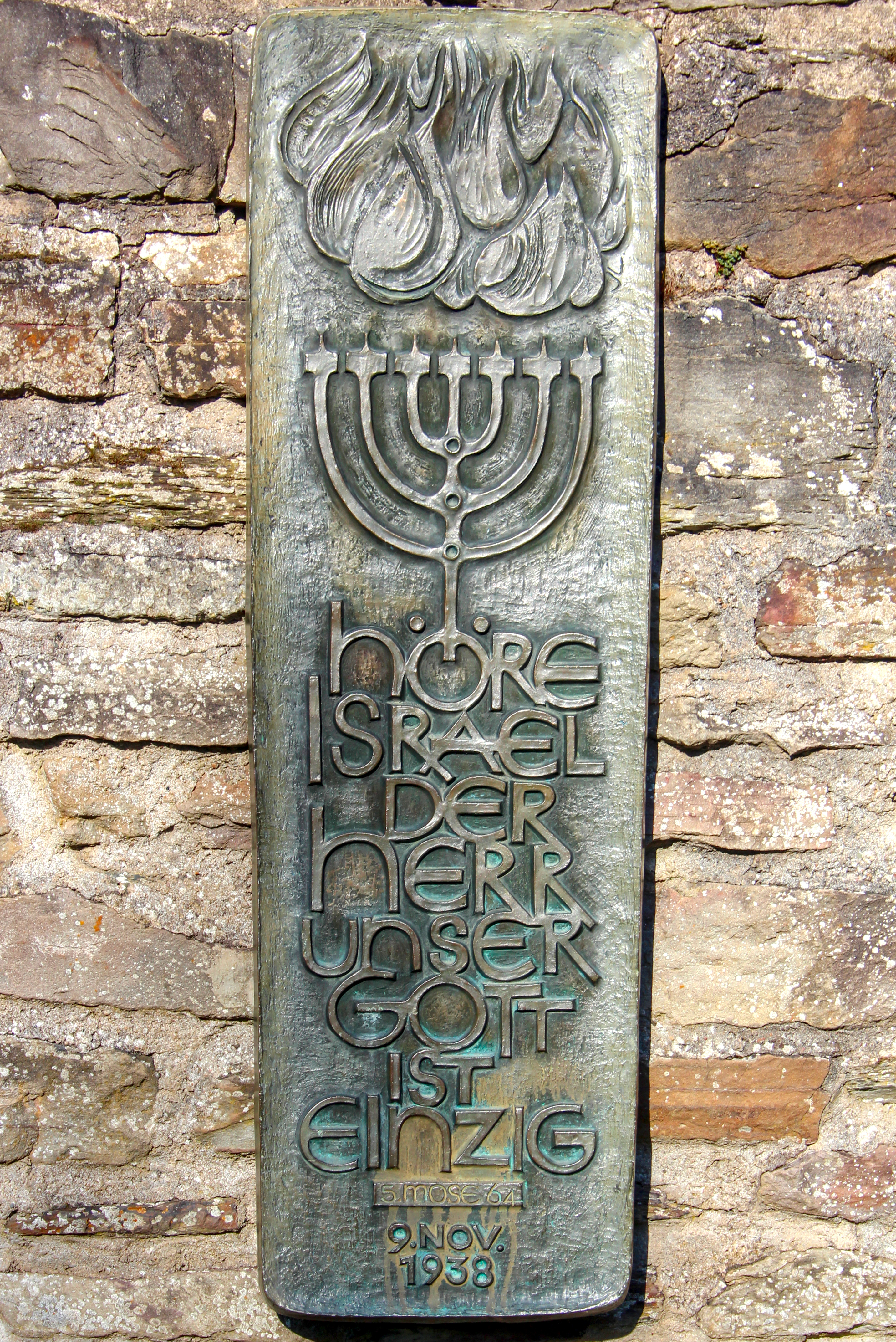
Gedenktafel an den 9. November 1938 mit der Inschrift aus dem Deuteronomium (5. Buch Mose)

## Geschichte
Zwar lebten schon im 14. Jahrhundert Juden in der Oberen Grafschaft Wied, jedoch trifft man sie fast ausnahmslos in der Herrschaft Runkel. Vereinzelt hatten sich die Juden in den nachfolgenden Jahrhunderten in den kleineren Orten um Puderbach niedergelassen. Puderbach lag zu der Zeit im ursprünglich kurtrierischen und ab 1471 wiedischen Amt Dierdorf, die Puderbacher Juden gehörten bis 1911 der jüdischen Gemeinde Dierdorf an.
1769 ernannte Graf Christian Ludwig zu Wied-Runkel (1762–1791) den aus Weyer kommenden Gumprich Meyer zum Judenvorsteher. Zusätzlich wurde dieser Rabbiner in der Grafschaft Wied-Runkel. Der erste nachweisliche Judenvorsteher im Amte Dierdorf war der von Graf Johann Ludwig zu Wied-Runkel im Jahre 1742 ernannte Hirsch Loeb.
Jüdische Familien lebten in dieser Zeit in Urbach, Niederhofen, Puderbach, Sessenbach, Woldert. Brechhofen bei Raubach, Hilgert, Elgert, Hausen und Lautzert. Das Herzogtum Nassau griff  seit 1809 noch verschärfend in die bisherigen Organisationsformen der Juden ein. Damals zählte man alle im Amt Dierdorf lebenden Juden zur Synagogengemeinde Heddesdorf, später Neuwied. Seit 1781 besuchten alle Juden, auch die der späteren Bürgermeistereien Puderbach und Niederwarnbach in Dierdorf die Betstube des Judenschulmeisters Elias. Die Judenschule war im damaligen Verständnis mit dem Gotteshaus (der späteren Synagoge) gleichzusetzen.
Das Amt des Judenvorstehers lag zu jener Zeit (ab 1781) bei Herz Sirnon, später dann bei dessen Söhnen Löw Herz und Joseph Herz. Die Juden der Gemeinde Dierdorf stammten aus dem Land um Puderbach und Urbach aus Orten wie Oberdreis, Udert, Raubach oder Freirachdorf. Das preußische Gesetz von 1847 forderte die Juden auf, eine geordnete Form des Zusammenlebens zu schaffen. In der Folgezeit entstanden die Synagogengemeinden, wie sie bis zum Zweiten Weltkrieg bestanden. Noch 1847 gehörten die Juden um Dierdorf, Puderbach und Urbach zur Synagogengemeinde Neuwied. Dieser Wahlbezirk wurde schließlich aufgefordert, drei Repräsentanten zu wählen. Ab 1850 bestand dann die Synagogengemeinde Dierdorf, wozu jedoch die um die Orte Puderbach und Urbach wohnenden Juden nicht gehören wollten. Die jüdische Gemeinde Dierdorf erhielt 1864 die Statuten. Zu der Synagogengemeinde zählten Dierdorf, Großmaischeid und Giershofen. 1910 wurde die Dierdorfer jüdische Volksschule neu erbaut. Nach dem Bericht des Bürgermeisters von Dierdorf gingen die jüdischen Einwohner von Niederwambach entweder nach Oberdreis oder nach Puderbach in die dortigen Betsäle.
Der Judenvorsteher der Kirchspiele Urbach, Raubach, Puderbach, Niederwambach und Oberdreis beantragte 1846 die Anlegung eines neuen Friedhofes. Nach dem Gutachten der Bürgermeister in Steimel, Urbach und Dierdorf hatten sämtliche Gemeinden des Amtes Dierdorf bisher einen gemeinsamen jüdischen Friedhof nahe bei Dierdorf besessen, der jetzt ganz angefüllt wäre. Die Juden in Dierdorf wollten einen Platz ankaufen, den die anderen Gemeinden aber nicht für geeignet hielten, weil er häufig überflutet sei. Die Antragsteller wollten in Puderbach, wo billiges Ackerland reichlich vorhanden war, einen eigenen jüdischen Friedhof schaffen. So kauften schließlich die Dierdorfer Juden 100 Ruten in der Gemeinde Brückrachdorf an, später ein Stück in der Nähe des alten Friedhofes am Giershofer Wege. 1829 wurde die erste Synagoge in Dierdorf eröffnet. 1929 erfolgte ein Neubau, der 1938 zerstört wurde.